# Henry, Come On
Henry, Come On è un singolo della cantante statunitense Lana Del Rey, pubblicato l'11 aprile 2025 come primo estratto dal decimo album in studio di prossima pubblicazione.

## Pubblicazione
Lana Del Rey ha svelato un'anteprima di Henry, Come On il 18 gennaio 2024, condividendo il titolo del brano insieme a quella che sembrava la copertina sul suo account Instagram, taggando nel post il produttore Luke Laird. Il 25 novembre 2024 la cantante ha annunciato che il suo prossimo album, allora intitolato The Right Person Will Stay, confermando Henry, Come On come singolo apripista. La copertina ufficiale del singolo è stata svelata il 27 marzo 2025, e il brano è stato pubblicato sulle piattaforme digitali il successivo 11 aprile. La prima esibizione dal vivo di Henry, Come On si è tenuta due settimane dopo allo Stagecoach Festival in California.

## Descrizione
Henry, Come On è una ballata acustica di musica country. La canzone presenta un arrangiamento essenziale che permette alla cantante di mettere la sua voce al centro dell'attenzione mentre esegue un testo che fa uso di modi di dire e temi tipici delle canzoni country.

## Accoglienza
Henry, Come On ha ricevuto il plauso dalla critica di settore. Scrivendo per Pitchfork, Walden Green ha contrassegnato il brano come Migliore nuova canzone, descrivendolo come «una ballata che incarna la bellezza divina della musica country e western». Ha inoltre elogiato il testo, definendolo «un delicato intrecciarsi del divino e del mondano». Robin Murray della rivista Clash ha descritto Henry, Come On come «una delicata introduzione all'indirizzamento verso la musica country» di Lana Del Rey, elogiandone «l'abilità di inquadrare una narrazione in poche parole, che la pone a un livello superiore rispetto ai suoi colleghi, riassumendo interi copioni in concisi brani pop».

## Tracce
Testi e musiche di Lana Del Rey e Luke Laird.
1. Henry, Come On – 5:11

## Classifiche
| Classifica (2025) | Posizione massima |
| ----------------- | ----------------- |
| Canada            | 66                |
| Grecia            | 33                |
| Irlanda           | 39                |
| Lituania          | 79                |
| Norvegia          | 56                |
| Regno Unito       | 30                |
| Stati Uniti       | 90                |
| Svezia            | 88                |
| Svizzera          | 60                |